# Cecil Graves
Cecil Graves (4 mars 1892 – 2 janvier 1957) fut codirecteur général de la BBC pendant 2 ans, de 1942 à 1944. Diplômé de la Gresham's School et de Académie royale militaire de Sandhurst, il sert sur le front de guerre en France pendant la Première Guerre mondiale avec le grade de capitaine.
Après avoir été l'adjoint des deux premiers directeurs de la BBC John Reith et Frederick Wolff Ogilvie, il succède au deuxième à la demande du premier. Il lance en particulier l'"Empire Service" et le "Foot took". Il était entré à la BBC en 1926.

## Distinctions
- Grand officier de l'ordre d'Orange-Nassau